# Города Новой Зеландии
После реформ местного самоуправления в 1989 году термин «city», (в переводе с англ. — «город») в Новой Зеландии получил два значения. До 1989 года любой городской совет (англ. borough council), численность населения которого была свыше 20 тысяч человек, мог называться «city». Границы советов по большей части соответствовали границам населённых пунктов, поэтому разница между городскими территориями (англ. urban area) и районами местного самоуправления (англ. local government area) была минимальной.
В 1989 году структура местного самоуправления была значительно улучшена. Новые округа и городские советы (англ. city council) стали больше по площади и теперь располагались не только на городских, но и сельских землях. Многие населённые места, в которых ранее существовали городские советы, стали управляться окружными советами (англ. district council).
Слово же «city» с тех пор стало использоваться для описания основных городских территорий, которые не зависели от границ местных органов самоуправления.

## Городские территории
Бюро статистики Новой Зеландии использует термин «городские территории» (англ. urban areas) в статистических целях. К городским территориям относятся крупные города (англ. cities), небольшие населённые пункты (англ. towns) и другие конурбации, численность населения которых превышает 1000 человек. Городские территории Новой Зеландии образуют городское население. Согласно переписи 2001 года до 86 % населения страны проживало в городах.
Выделяются три класса городских территорий:
- Основные городские территории (англ. main urban areas), численность населения которых свыше 30 тысяч человек. Всего их 16, и новозеландцы называют их просто «city».
- Второстепенные городские территории (англ. secondary urban areas), численность населения которых составляет от 10 до 30 тысяч человек. Всего существует 14 таких территорий.
- Незначительные городские территории (англ. Minor urban areas), численность населения которых составляет от 1 до 10 тысяч человек.

### Основные городские территории
| Название         | Площадь, км² | 1996    | 2001      | 2006      | 2018      |
| ---------------- | ------------ | ------- | --------- | --------- | --------- |
| Веллингтон       | 444          | 334 065 | 339 747   | 360 624   | 418 500   |
| Гамильтон        | 1099         | 158 046 | 166 128   | 184 905   | 241 200   |
| Гисборн          | 85           | 32 610  | 31 719    | 32 529    | 37 200    |
| Данидин          | 255          | 110 793 | 107 088   | 111 000   | 122 000   |
| Инверкаргилл     | 123          | 49 404  | 46 305    | 46 773    | 51 200    |
| Капити           | 60           | 30 291  | 33 666    | 37 347    | 42 700    |
| Крайстчерч       | 608          | 325 251 | 334 107   | 360 765   | 404 500   |
| Нейпир-Хейстингс | 375          | 112 791 | 113 676   | 118 404   | 134 500   |
| Нельсон          | 146          | 50 691  | 53 688    | 56 367    | 67 500    |
| Нью-Плимут       | 109          | 48 879  | 47 763    | 49 281    | 58 300    |
| Окленд           | 1085         | 991 836 | 1 074 507 | 1 208 094 | 1 628 900 |
| Палмерстон-Норт  | 178          | 73 860  | 72 681    | 76 029    | 86 600    |
| Роторуа          | 89           | 52 959  | 52 605    | 53 766    | 59 500    |
| Тауранга         | 178          | 82 095  | 95 694    | 108 882   | 141 600   |
| Уонгануи         | 105          | 41 097  | 39 420    | 38 988    | 40 900    |
| Фангареи         | 133          | 45 876  | 46 047    | 49 080    | 58 800    |

Источник: Statistics of New Zealand. Demographic Trends 2006. Стр. 125 (недоступная ссылка)

### Городские зоны
Городские территории Окленд, Гамильтон, Нейпир-Хейстингс, Веллингтон в статистических целях разделены на городские зоны (англ. Urban Zone).
| Название           | Гор. территория  | Площадь, км² | ПН 1996 | ПН 2001 | ПН 2006 |
| ------------------ | ---------------- | ------------ | ------- | ------- | ------- |
| Аппер-Хатт         | Веллингтон       | 52           | 35 181  | 34 527  | 36 399  |
| Веллингтон         | Веллингтон       | 118          | 157 059 | 162 981 | 178 680 |
| Лоуэр-Хатт         | Веллингтон       | 135          | 95 379  | 95 022  | 97 149  |
| Порируа            | Веллингтон       | 139          | 46 443  | 47 217  | 48 396  |
| Гамильтон          | Гамильтон        | 877          | 131 331 | 138 792 | 155 259 |
| Кеймбридж          | Гамильтон        | 83           | 13 002  | 13 890  | 15 192  |
| Те-Авамуту         | Гамильтон        | 140          | 13 710  | 13 446  | 14 454  |
| Нейпир             | Нейпир-Хейстингс | 140          | 54 291  | 54 534  | 56 286  |
| Хейстингс          | Нейпир-Хейстингс | 235          | 58 500  | 59 142  | 62 118  |
| Западный Окленд    | Окленд           | 264          | 159 768 | 173 643 | 192 339 |
| Северный Окленд    | Окленд           | 274          | 202 305 | 219 936 | 248 112 |
| Центральный Окленд | Окленд           | 155          | 338 160 | 359 469 | 395 982 |
| Южный Окленд       | Окленд           | 392          | 291 600 | 321 465 | 371 661 |

Источник: Statistics of New Zealand. Demographic Trends 2006. Стр. 125 (недоступная ссылка)

### Второстепенные городские территории
| Название  | Площадь, км² | ПН 1996 | ПН 2001 | ПН 2006 |
| --------- | ------------ | ------- | ------- | ------- |
| Ашбертон  | 76           | 15 786  | 15 774  | 16 836  |
| Бленем    | 92           | 25 704  | 26 547  | 28 527  |
| Гор       | 74           | 10 623  | 9927    | 9648    |
| Греймут   | 48           | 10 251  | 9528    | 9672    |
| Левин     | 109          | 19 323  | 19 047  | 19 134  |
| Мастертон | 101          | 19 686  | 19 500  | 19 497  |
| Оамару    | 53           | 13 416  | 12 696  | 12 681  |
| Пукекохе  | 87           | 16 917  | 18 825  | 22 518  |
| Таупо     | 85           | 19 173  | 20 307  | 21 291  |
| Тимару    | 74           | 27 171  | 26 745  | 26 883  |
| Токороа   | 43           | 15 528  | 14 430  | 13 527  |
| Факатане  | 77           | 17 496  | 17 778  | 18 207  |
| Филдинг   | 46           | 14 043  | 13 641  | 13 887  |
| Хавера    | 115          | 11 439  | 10 944  | 10 776  |

Источник: Statistics of New Zealand. Demographic Trends 2006. Стр. 125 (недоступная ссылка)

## Городские советы
В результате реформы местного самоуправления в 1989 году многие города (англ. cities) были реорганизованы в округа (англ. districts). Некоторые населённые пункты получали статус города несколько раз в своей истории, например Крайстчерч в 1862 и 1868 году, Инверкаргилл в 1930 и 1991 году.
Согласно разделу 27 Закона о местном самоуправлении от 2002 года территориальные власти (англ. territorial authority), желающие стать городским советом (англ. city council) или окружным советом (англ. district council), вместо внесения реорганизационного предложения могут обратиться в Комиссию по местному самоуправлению (англ. Local Government Commission). Затем Комиссия отправляет это обращение Министру на подготовку указа в совете (англ. Order in Council), если считает, что оно должно быть одобрено, и если территориальные власти, желающие называться городским советом, соответствуют критериям пункта 7 приложения 3 Закона о местном самоуправлении от 2002 года. Генерал-губернатор Новой Зеландии, исходя из указа в совете по рекомендации Министра, может придать обращению законную силу. В любом случае, новый город должен соответствовать определённым критериям: его численность населения должна быть не менее 50 тысяч человек; население преимущественно должно быть городским; город должен быть чётким образованием и главным центром активности в пределах региона. Единственным городским советом, сформированным после принятия Закона о местном самоуправлении от 2002 года, стал совет Тауранга (статус с 1 марта 2004 года).
Ранее согласно разделу 37L Закона о местном самоуправлении от 1974 года новый город мог появиться только в результате реорганизационного плана, при этом использовались те же критерии. Последним населённым пунктом, получившим статус города, стал Инверкаргилл (1991 год).
| Городской совет | Население (2006) | Статус с | Место |
| --------------- | ---------------- | -------- | ----- |
| Аппер-Хатт      | 38 415           | 1966     | 16    |
| Веллингтон      | 179 466          | 1870     | 6     |
| Гамильтон       | 129 249          | 1936     | 7     |
| Данидин         | 118 683          | 1865     | 8     |
| Инверкаргилл    | 50 328           | 1991     | 13    |
| Крайстчерч      | 348 435          | 1868     | 2     |
| Лоуэр-Хатт      | 97 701           | 1941     | 10    |
| Манукау         | 328 968          | 1965     | 3     |
| Нейпир          | 55 359           | 1950     | 12    |
| Нельсон         | 42 891           | 1874     | 15    |
| Норт-Шор        | 205 608          | 1989     | 4     |
| Окленд          | 404 658          | 1871     | 1     |
| Палмерстон-Норт | 75 543           | 1930     | 11    |
| Порируа         | 48 546           | 1965     | 14    |
| Тауранга        | 103 635          | 1963     | 9     |
| Уаитакере       | 186 444          | 1989     | 5     |

Источник: Statistics of New Zealand. Regional Summary Tables 2006.

### Города провинциального периода (1852—1876)
Во время провинциального периода в истории Новой Зеландии на островах отсутствовала единая система органов местного самоуправления. Поэтому существуют разногласия по поводу того, какой из перечисленных ниже населённых пунктов стал первым городом Новой Зеландии:
- Нельсон (статус получен в 1858 году, жалованная грамота)
- Крайстчерч (статус с ноября 1862 года, утерян в июне 1868 года, провинциальные указы; восстановлен в октябре 1868 года актом парламента)
- Отаго (позже Данидин, июль 1865 года)

В Законе о муниципалитетах от 1876 года впервые был приведён список городов с указанием даты, когда они получили этот статус. Согласно ему первым городом стал Данидин.
- Данидин (4 июля 1865 года)
- Крайстчерч (28 мая 1868 года)
- Веллингтон (16 сентября 1870 года)
- Окленд (24 апреля 1871 года)
- Нельсон (30 марта 1874 года)

## Города в период между 1877—1989 годами
- Северный остров
  - Фангареи (1964)
  - Окленд
    - Окленд (1871)
    - Ист-Кост-Бейс
    - Такапуна
    - Беркенхед
    - Уаитемата (1974)
    - Маунт-Альберт
    - Папатоэтоэ
    - Манукау (1965)
    - Папакура
    - Тамаки

  - Гамильтон (1936)
  - Нью-Плимут (1949)
  - Тауранга (1963)
  - Роторуа (1962, объединён с округом Роторуа в 1979 году)
  - Гисборн (1955)
  - Нейпир (1950)
  - Хейстингс (1956)
  - Уонгануи (1924)
  - Палмерстон-Норт (1930)
  - Веллингтон
    - Веллингтон (1870)
    - Аппер-Хатт (1966)
    - Лоуэр-Хатт (1941)
    - Порируа (1965)
- Южный остров
  - Новая Зеландия (1874)
  - Крайстчерч (1868)
  - Тимару (1948)
  - Данидин (1865)
  - Инверкаргилл (1930)